# Héming
Héming är en kommun i departementet Moselle i regionen Grand Est (tidigare regionen Lorraine) i nordöstra Frankrike. Kommunen ligger i kantonen Lorquin som tillhör arrondissementet Sarrebourg. År 2022 hade Héming 495 invånare.

## Befolkningsutveckling
Antalet invånare i kommunen Héming
| Referens: INSEE |